# Выборы в Европейский парламент в Латвии (2014)
Выборы в Европейский парламент в Латвии прошли 24 мая 2014 года. На выборах была избрана латвийская делегация, состоящая из 8 депутатов. Это были третьи выборы в Европарламент в стране. Явка составила 30,25 %, меньше, чем на двух предыдущих выборах.
По сравнению с предыдущими европейскими выборами 2009 года в результате подписания Лиссабонского договора в декабре 2009 года делегация Латвии не изменилась и сохранила 8 мест Европарламента.